# Willia marginata
Willia marginata là một loài rêu trong họ Pottiaceae. Loài này được (Hook. f. & Wilson) Müll. Hal. mô tả khoa học đầu tiên năm 1900.